# それは秘密です!!
『それは秘密です!!』（それはひみつです）は、日本テレビ系列局ほかで放送されていた日本テレビ製作のヒューマンバラエティー番組である。全452回。日本テレビ系列局では1975年10月7日から1987年9月29日まで、毎週火曜 19:30 - 20:00 （日本標準時）に放送。ただしプロ野球中継の時は休止。

## 概要
日本各地のホールで公開録画を行っていた。桂小金治が司会を、秋本圭子（初期）・平井由香（中期）・清水由貴子（後期）がアシスタントを務めていた。最初のCM明けにはジングル無しで、小金治が「雨止んでひと傘を忘る。兎角人間は時の流れに過ぎし日のことを忘れがちなものです。推理と思い出のご対面。それは秘密です!!」と口上するのが恒例になっていた。
番組前半ではゲスト（各チームの一番端）が会おうとしている恩師や肉親などがシルエットで登場し、レギュラー解答者がヒントを示唆するような形で解答していた。さらにゲスト解答者が当てて正解が出ると、その恩師や肉親、思い出の人などを登場させて感動の再会シーンを紹介し、思い出等の㊙話などを披露していた。なお、視聴者および観客には芥川隆行のナレーションで説明を兼ねて正解を教えていた。この場合は男女それぞれに出題し、相手チームの解答者にはメモ紙を提出して正解を教えていた。そして前半終了後にはゲストの歌が行われていた。その歌は2番目のゲストが歌うのが通例だったが、時々1番目のゲストが歌うケースもあった。
2つ目のCMの後はスペシャルゲストのコーナー。このコーナーは最初に解答者全員がシルエットで登場しているスペシャルゲストを早い者勝ちで当てる形で、観客だけに正解を教えていた。その際には小金治がヒントを出していた。さらに、シルエットの人物が横を向くことでそれをヒントにしていた。正解に近いと観客から拍手が沸いた。正解が出るとスペシャルゲストが登場。この後スペシャルゲストが会おうとしている人物が登場し、前半のゲスト解答者と同じように思い出話などを披露していた。
コーナー終了後には、清水が番組スポンサーからの出場記念品の贈呈を紹介していた（末期には無し）。なお、クイズパートは正解数を競い合って表彰するということはしなかった。
番組ラストのコーナーでは、それまでのクイズが主体のコーナーとは一転して視聴者が探したかった肉親や兄弟姉妹と再会する、視聴者の秘密さんが登場（このコーナーは小金治のみの進行。最初にアシスタントと二人で並んで、小金治が「今晩最後の秘密さんにおいでにいただきます。どうぞ」と言う）。再会を果たした者同士は勿論、司会の小金治や解答者も感極まる場面が多々見られた。この事から当番組では「泣きの小金治」と呼ばれていた。
エンディングでは再会シーンと番組テーマが流れる中、前期には小金治の「そろそろお別れの時間が来ました。来週はどんな秘密さんが登場するでしょうか。○○さん（視聴者の秘密さん）と××さん（探した相手）の幸せを心から祈って、お別れ致します。また来週お目にかかりましょう」という口上で締めくくられた。後期には参加者に関する口上を小金治が述べて終了していた。
番組中の効果音にはワルツ風のものが多用されていた。また、全編でオーケストラとハープが効果的に使われていた。再会コーナーで探していた人が出てくるシーンのBGMには、「赤とんぼ」の一部のアレンジが使われていた。母親との再会となる回には、必ずと言っていいほど「かあさんの歌」の冒頭部分が流れた。
当初はモノラル放送だったが、放送期間中にステレオ放送へ移行した。
番組の終了後、「視聴者の秘密さん」のみが朝のワイドショー『ルックルックこんにちは』金曜のコーナー「桂小金治の涙のご対面」として続けられた。小金治本人がコーナー進行役を務め、テーマ音楽もそのまま使われていた。また、番組終了から6年後の1993年12月31日に放送された『スーパー電波バザール 年越しジャンボ同窓会』で当番組の復活企画が行われ、同特番に小金治と後期アシスタントの清水が出演した。
前番組の「三波伸介の家族そろって三つの歌」時代から当番組のスポンサーを務めていた明治生命（2004年以降は明治安田生命）は、2021年3月の「火曜サプライズ」の最終回まで当枠のスポンサーを務めていた。

## 解答者
男性軍
- 三橋達也 - キャプテン。
- 笑福亭鶴光 - レギュラー（初代）。
- ケント・デリカット - レギュラー（2代目）。

女性軍
- 司葉子
- 扇千景
- 浜美枝
- 荒木由美子
- 岡崎友紀
- 大沢逸美
- 村地弘美 - 最初期にはアシスタントも兼任していた。
- ほか

## スタッフ
- 構成：渋市幸雄、入中秀
- 音楽：千野寛
- 美術：宮沢利忠、沓沢昌弘
- 技術：橋井龍男、須田昌宏、佐藤鉄博、安西忠雄
- 音声：高島修、高橋修一
- 照明：関仁
- 効果：村上義行
- 演出：大滝均、甘利孝、小杉善信
- プロデューサー：高橋修之、中山寧、善積康之
- 制作協力：ユニオン映画
- 製作著作：日本テレビ

## ネット局
系列はネット終了時点のもの。
| 放送対象地域   | 放送局             | 系列                                         | 備考                                                                                             |
| -------------- | ------------------ | -------------------------------------------- | ------------------------------------------------------------------------------------------------ |
| 関東広域圏     | 日本テレビ         | 日本テレビ系列                               | 製作局                                                                                           |
| 北海道         | 札幌テレビ         | 日本テレビ系列                               |                                                                                                  |
| 青森県         | 青森放送           | 日本テレビ系列 テレビ朝日系列                |                                                                                                  |
| 岩手県         | テレビ岩手         | 日本テレビ系列                               | 1980年3月まではテレビ朝日系列とのクロスネット局                                                  |
| 宮城県         | ミヤギテレビ       | 日本テレビ系列                               |                                                                                                  |
| 秋田県         | 秋田放送           | 日本テレビ系列                               |                                                                                                  |
| 山形県         | 山形放送           | 日本テレビ系列 テレビ朝日系列                | 1980年3月までは日本テレビ系単独加盟局                                                            |
| 福島県         | 福島中央テレビ     | 日本テレビ系列                               | 1981年9月まではテレビ朝日系列とのクロスネット局                                                  |
| 山梨県         | 山梨放送           | 日本テレビ系列                               |                                                                                                  |
| 新潟県         | 新潟総合テレビ     | 日本テレビ系列 フジテレビ系列 テレビ朝日系列 | 現・NST新潟総合テレビ 1981年3月まで                                                              |
| 新潟県         | テレビ新潟         | 日本テレビ系列                               | 1981年4月の開局時から                                                                            |
| 長野県         | 信越放送           | TBS系列                                      |                                                                                                  |
| 静岡県         | 静岡放送           | TBS系列                                      | 1978年6月まで                                                                                    |
| 静岡県         | 静岡けんみんテレビ | 日本テレビ系列 テレビ朝日系列                | 現・静岡朝日テレビ 1978年7月の開局時から1979年6月まで                                            |
| 静岡県         | 静岡第一テレビ     | 日本テレビ系列                               | 1979年7月の開局時から                                                                            |
| 富山県         | 北日本放送         | 日本テレビ系列                               | [ 2 ]                                                                                            |
| 石川県         | 北陸放送           | TBS系列                                      |                                                                                                  |
| 福井県         | 福井放送           | 日本テレビ系列                               | [ 2 ]                                                                                            |
| 中京広域圏     | 中京テレビ         | 日本テレビ系列                               |                                                                                                  |
| 近畿広域圏     | 読売テレビ         | 日本テレビ系列                               |                                                                                                  |
| 鳥取県・島根県 | 日本海テレビ       | 日本テレビ系列                               |                                                                                                  |
| 広島県         | 広島テレビ         | 日本テレビ系列                               |                                                                                                  |
| 山口県         | 山口放送           | 日本テレビ系列 テレビ朝日系列                | 1978年9月までは日本テレビ系単独加盟局                                                            |
| 徳島県         | 四国放送           | 日本テレビ系列                               |                                                                                                  |
| 香川県・岡山県 | 西日本放送         | 日本テレビ系列                               | 当初の名目上の放送対象地域は香川県のみ 1983年4月から電波相互乗り入れで岡山県でも放送             |
| 愛媛県         | 南海放送           | 日本テレビ系列                               |                                                                                                  |
| 高知県         | 高知放送           | 日本テレビ系列                               |                                                                                                  |
| 福岡県         | 福岡放送           | 日本テレビ系列                               |                                                                                                  |
| 長崎県         | テレビ長崎         | 日本テレビ系列 フジテレビ系列                |                                                                                                  |
| 熊本県         | 熊本放送           | TBS系列                                      | 1982年3月まで                                                                                    |
| 熊本県         | くまもと県民テレビ | 日本テレビ系列                               | 1982年4月の開局時から                                                                            |
| 大分県         | 大分放送           | TBS系列                                      |                                                                                                  |
| 宮崎県         | 宮崎放送           | TBS系列                                      | 一時期テレビ宮崎で放送されていた時期があった （1980年時点では金曜19:00 - 19:30枠で遅れネット）。 |
| 鹿児島県       | 南日本放送         | TBS系列                                      |                                                                                                  |
| 沖縄県         | 琉球放送           | TBS系列                                      |                                                                                                  |
| 沖縄県         | 沖縄テレビ         | フジテレビ系列                               | 移行時期不明                                                                                     |

## エピソード
ナレーターの芥川隆行は番組末期に1度だけ顔出ししたことがある。